# Goonierne
Goonierne er en amerikansk eventyrfilm fra 1985, instrueret af Richard Donner. Filmen er baseret på en historie skrevet af Steven Spielberg, som også var med på produktionssiden.

## Medvirkende
- Sean Astin som Michael 'Mikey' Walsh
- Josh Brolin som Brandon 'Brand' Walsh
- Jeff Cohen som Lawrence 'Chunk' Cohen
- Corey Feldman som Clark 'Mouth' Devereaux
- Kerri Green som Andrea 'Andy' Carmichael
- Martha Plimpton som Stefanie 'Stef' Steinbrenner
- Jonathan Ke Quan som Richard 'Data' Wang
- John Matuszak som Lotney 'Sloth' Fratelli
- Robert Davi som Jake Fratelli
- Joe Pantoliano som Francis Fratelli
- Anne Ramsey som Mama Fratelli